# Brouillage intégral
Brouillage intégral est une bande dessinée scénarisée par Marko Stojanović sur la base d'un roman de Liu Cixin, dessinée par Maza et colorisée par Desko. Elle est parue le 4 janvier 2023 aux éditions Delcourt et raconte une hypothétique Troisième guerre mondiale entre la Russie et l'OTAN. Il s'agit du huitième volume de la série Les Futurs de Liu Cixin.
Dans un futur proche, la Russie et l'OTAN s'affrontent dans une guerre de très haute intensité. En difficulté, les stratèges russes préparent une contre-attaque mais ont besoin de temps pour rassembler suffisamment de forces. Le général Levchenko décide alors de brouiller intégralement les communications de l'OTAN en agissant sur les rayonnements solaires qui influent sur la propagation des ondes sur la surface terrestre,.

## Résumé
Le 5 janvier dans la région de Smolensk, une unité blindée de l'armée russe est anéantie par un groupe d'hélicoptères Apache de l'armée américaine. Survivants du carnage, un jeune lieutenant et le major Kalina Solovieva arrivent à récupérer un Tigr et à regagner Moscou. Le major rejoint le quartier général des forces russes où les responsables militaires arrivent à la conclusion que les forces de l'OTAN disposent d'une supériorité totale dans le domaine de la guerre électronique, rendant leurs unités « aveugles » et incapables de repérer l'ennemi. Le chef d'état-major, le général Mikhail Levchenko, prend alors la décision d'utiliser le programme « Inondation », un système de brouillage électromagnétique mobile extrêmement puissant qui plongera dans le noir tout le champ de bataille, annulant l'avantage technique de l'OTAN. Le 7 janvier, le système est activé. Un équilibre est temporairement rétabli et les forces de l'OTAN sont clairement gênées, privées de leur atout majeur et parfois incapables de se différencier de l'ennemi. Ainsi, un hélicoptère Comanche attaque par erreur des troupes françaises avant de bombarder un groupement polonais. Mais les forces de l'OTAN s'adaptent et concentrent leurs forces aériennes sur les systèmes de brouillage en les détruisant un par un. Néanmoins, l'état-major russe espère que le temps gagné permettra à l'armée du Caucase de se replier et de prendre position pour participer à la défense de Moscou qui est menacée par les armées de l'OTAN. Le 10 janvier, un raid héliporté sur la ligne de Smolensk entraîne la destruction d'un des derniers systèmes « Inondation » tandis que le major Solovieva qui en assurait la défense se suicide. Peu après, les avant-gardes de l'OTAN atteignent les faubourg de Toula tandis que Moscou est régulièrement ciblée par des missiles de croisière qui la dévastent. Le général Levchenko a alors une dernière conversation par visioconférence avec son fils, cosmonaute à bord de la station Vechny Buran qui lui propose de jeter sa station spatiale sur le soleil. Il créera ainsi une perturbation qui enverra d'énormes rayonnements électromagnétiques qui couperont toutes communications sur Terre pendant une semaine, ce qui permettra à l'armée du Caucase de rejoindre Moscou. Le fils du général met son plan à exécution et son sacrifice permet aux forces russes de reprendre temporairement l'avantage, encerclant par endroits des unités de l'OTAN trop avancées et maintenant isolées.  Aux abords de Moscou, un groupement d'infanterie américain s'apprête à affronter son adversaire russe...

## Contexte historique
Cette bande dessinée a la particularité d'être parue alors que la guerre russo-ukrainienne était en cours, son scénario faisant écho à l'actualité.

## Accueil par la critique
La bande dessinée est globalement bien accueillie par la critique. Le site BD Gest conclut qu'il s'agit d'une « bonne histoire d'anticipation » et « bien dessinée ».
Pour le site Ligne Claire, il s'agit d'une « histoire de famille très bien menée » avec « de grands moments d’action maîtrisés par Maza et des détails qui apportent un vrai suspense».
Pour François Samson de Zoo le Mag, c'est un « récit un peu lent à démarrer mais qui gagne en épaisseur au fil des pages, montrant l’horreur de la guerre sur le terrain (...) ».